# Bertrand Blier
Bertrand Blier (Boulogne-Billancourt, Francia, 14 de marzo de 1939-20 de enero de 2025) fue un director de cine, guionista y actor francés. 

## Carrera
Su película de 1978 Get Out Your Handkerchiefs obtuvo el Óscar a la Mejor Película Extranjera en la 51.ª edición de los Premios Óscar. Su película de 1996 Mon Homme se registró en el XLVI Festival Internacional de Cine de Berlín. Su película del 2005 How Much Do You Love Me? participó en el XXVIII Festival Internacional de Cine de Moscú, en donde ganó el premio Silver George para el Mejor Director.
Sue Harris, del Queen Mary College, publicó en Londres, editada por la Manchester University Press, un texto en defensa del trabajo cinematográfico de Blier. En 1981 dirigió la controvertida película Beau-père, en la que relata la historia del romance entre un hombre mayor y su hijastra de 14 años. El actor Patrick Dewaere protagonizó la cinta, en una de sus últimas apariciones en el cine francés antes de suicidarse.
Bertrand es hijo del famoso actor Bernard Blier. Su película de 1996 Mon homme participó en la edición 46.ª del Festival Internacional de Cine de Berlín. Su cinta de 2005 ¿Cuánto me amas? hizo parte de la selección presentada en la edición 28.ª del Festival Internacional de Cine de Moscú, donde ganó el premio Silver George al mejor director.

## Filmografía
| Año  | Título                             | Créditos | Créditos  | Créditos | Notas                         |
| Año  | Título                             | Director | Guionista | Otro     | Notas                         |
| ---- | ---------------------------------- | -------- | --------- | -------- | ----------------------------- |
| 1959 | Oh ! Qué mambo                     |          |           | Sí       | Primer asistente de dirección |
| 1961 | Arrêtez les tambours               |          |           | Sí       | Asistente de dirección        |
| 1961 | Le Monocle noir                    |          |           | Sí       | Asistente de dirección        |
| 1963 | La vergine di Norimberga           |          |           | Sí       | Asistente de dirección        |
| 1963 | Hitler, connais pas                | Sí       |           |          | Documental                    |
| 1966 | La Grimace                         | Sí       | Sí        |          | Cortometraje                  |
| 1967 | Si j'étais un espion               | Sí       | Sí        |          |                               |
| 1971 | Laisse aller... c'est une valse    |          | Sí        |          |                               |
| 1974 | Les valseuses                      | Sí       | Sí        |          |                               |
| 1976 | Calmos                             | Sí       | Sí        |          |                               |
| 1978 | Préparez vos mouchoirs             | Sí       | Sí        |          |                               |
| 1979 | Buffet froid                       | Sí       | Sí        |          |                               |
| 1981 | Beau-père                          | Sí       | Sí        |          |                               |
| 1983 | Debout les crabes, la mer monte !  |          | Sí        |          |                               |
| 1983 | La femme de mon pote               | Sí       | Sí        |          |                               |
| 1984 | Notre histoire                     | Sí       | Sí        |          |                               |
| 1986 | Tenue de soirée                    | Sí       | Sí        |          |                               |
| 1989 | Demasiado bella para ti            | Sí       | Sí        |          |                               |
| 1991 | Merci la vie                       | Sí       | Sí        |          |                               |
| 1991 | Ma vie est un enfer                |          |           | Sí       | Director                      |
| 1991 | Contre l'oubli (film colectivo)    | Sí       |           |          |                               |
| 1992 | Patrick Dewaere                    |          |           | Sí       | Documental                    |
| 1993 | Un, deux, trois, soleil            | Sí       | Sí        |          |                               |
| 1995 | Jamais seul avec toi               |          |           | Sí       | Cortometraje                  |
| 1996 | Mon homme                          | Sí       | Sí        |          |                               |
| 2000 | Les acteurs                        | Sí       | Sí        |          | Actor                         |
| 2003 | Les Côtelettes                     | Sí       | Sí        |          |                               |
| 2004 | Pédale dure                        |          | Sí        |          |                               |
| 2005 | ¿Cuánto me amas?                   | Sí       | Sí        |          | Actor                         |
| 2009 | Le bal des actrices                |          |           | Sí       | Actor                         |
| 2010 | Le bruit des glaçons               | Sí       | Sí        |          |                               |
| 2015 | Papa, Alexandre, Maxime et Eduardo |          |           | Sí       | Cortometraje                  |
| 2019 | Convoi exceptionnel                | Sí       | Sí        |          | En filmación                  |

## Premios y distinciones
Premios Óscar
| Año  | Categoría                          | Película                           | Resultado |
| ---- | ---------------------------------- | ---------------------------------- | --------- |
| 1979 | Mejor película de habla no inglesa | ¿Quiere ser el amante de mi mujer? | Ganador   |

Festival Internacional de Cine de Cannes
| Año  | Categoría              | Película            | Resultado |
| ---- | ---------------------- | ------------------- | --------- |
| 1989 | Gran Premio del Jurado | Trop belle pour toi | Ganador   |

Festival Internacional de Cine de Venecia
| Año  | Categoría                          | Película                | Resultado |
| ---- | ---------------------------------- | ----------------------- | --------- |
| 1993 | Gran Premio de la Academia Europea | Un, deux, trois, soleil | Ganador   |
| 2010 | Premio Label Europa Cinemas        | Una visita inoportuna   | Ganador   |

Premios César
| Año  | Categoría                                  | Película                | Resultado |
| ---- | ------------------------------------------ | ----------------------- | --------- |
| 1980 | César al mejor guion original o adaptación | Buffet froid            | Ganador   |
| 1985 | César al mejor guion original o adaptación | Notre histoire          | Ganador   |
| 1990 | César a la mejor película                  | Demasiado bella para ti | Ganador   |
| 1990 | César al mejor director                    | Demasiado bella para ti | Ganador   |
| 1990 | César al mejor guion original o adaptación | Demasiado bella para ti | Ganador   |